# Шпанска свита, оп. 47
Шпанска свита, оп. 47 (шп. Suite española Op. 47) је свита за соло клавир шпанског композитора Исака Албениза. Сачињавају је дела написана 1886. и повезана у целину 1887. године, у част шпанске краљице. Као многа друга Албенизова дела за клавир, и ови комади описују различите шпанске области и музичке стилове који су им својствени. Ово дело се сврстава у токове музичког национализма повезаног с романтизмом. Албениз је тада био под утицајем Фелипеа Педреља, који га је одвојио од естетике европске салонске музике и усмерио ка музичком национализму, у овом случају шпанском. Али, с друге стране, за његов национализам се може рећи да је пречишћен и стилизован.

## Настанак свите
Дело се најпре састојало из четири комада: Гранада, Каталонија, Севиља и Куба. Остали комади – Кадиз, Астурија, Арагон и Кастиља – објављивани су у наредним издањима и често под различитим називима. Издавач Хофмајстер је 1912. године, након Албенизове смрти, објавио осам комада Шпанске свите. То је учинио тако што је преузео комаде из других дела (Астурија је, на пример, изворно била прелудијум из свите Шпански напеви) и дао им четири преостала назива, али они не одражавају тачно географску област на коју се односе. Јасан пример за то је Астурија (Легенда), чији ритмови андалузијског фламенка немају скоро никакве везе са Астуријом, шпанском облашћу која излази на Атлантик. Оп. 47, број који је дао Хофмајстер, нема ниједну хронолошку везу са било којим другим Албенизовим делом будући да су бројеве опуса произвољно давали издавачи или сам Албениз.

## Комади
1. Гранада (Серенада)
2. Каталонија (Куранда)
3. Севиља (Севиљана)
4. Кадиз (Саета)
5. Астурија (Легенда)
6. Арагон (Фантазија)
7. Кастиља (Сегидиља)
8. Куба (Ноктурно)

У делима која сачињавају Шпанску свиту, први назив се односи на област коју сваки комад представља, а подназив у заградама указује на музичку форму или плес карактеристичан за одређену област. Из Гранаде у Андалузији је серенада, из Каталоније куранда или куранта, из Севиље севиљана, из Кубе (која је била део Шпаније до 1898. године) ноктурно у стилу хабанере, из Кастиље сегидиља, из Арагона фантазија у стилу хоте. Комади Астурија (Легенда) и Кадиз (Саета) су географски непрецизни. Упркос вештачком карактеру Шпанске свите, с временом је постала једно од најизвођенијих и најпознатијих Албенизових дела за клавир.

### Одлике комада
Гранада: ради се о смиреној и осећајној серенади у којој лева рука изводи богату мелодију која чини главну тему. Друга тема, у молском модусу, контрастира првој са својом меланхоличном и мистериозном атмосфером.
Каталонија: на рукопису, који се чува у Мадридском конзерваторијуму, стоји датум 24. март 1886. Реч је о куранди, плесу који се игра у колу са женским рукама на мушким раменима.
Севиља: компонована и изведена у Мадриду 1886, Албениз у њој користи севиљану с њеном стилизованом отменошћу и народским и аристократским призвуком. Садржи интермедијум у облику копле који изводе обе руке истовремено.
Кадиз: то је једна песма у којој се може чути звук гитаре, поверен левој руци, док десна рука интонира песму једноставне форме. Централни део, у молском модусу, додаје делић нежне меланхолије.
Аструрија: вероватно најпознатији комад из ове Свите. Аутор јој је дао поднаслов Легенда. Упркос томе што је приписана кантабријској области, евоцира солеу и коплу андалузијског призвука.
Арагон: у облику фантазије се оживљава амбијент арагонске хоте с њеним великим ритмичким богатством које се показује преко различитих тема које воде ка завршетку спектакуларне виртуозности.
Кастиља: ради се о сегидиљи, с ритмом и карактером који су јој својствени.
Куба: рукопис овог каприча, који носи датум 25. мај 1886, чува се у Мадридском конзерваторијуму. Ово дело одражава композиторов боравак на Куби 1875. године, кад је још био адолесцент, и 1881, када је има 21 годину. То је богато дело контрастирајућих ритмова, евоцирајуће и осећајне атмосфере.